# Toyota TF106
A Toyota TF106/TF106B egy Formula–1-es versenyautó, amelyet a Toyota gyári istállója versenyeztetett a 2006-os Formula–1 világbajnokság során. A karosszériát Mike Gascoyne, John Litjens és Nicoló Petrucci tervezte, a motort pedig Luca Marmorini. Az autó az előző évi TF105 továbbfejlesztése. A csapat 2005 novemberében kezdte meg az autó tesztelését, hónapokkal korábban, mint bármely más csapat. A csapat versenyzőpárosa, akárcsak az előző évben, Ralf Schumacher és Jarno Trulli voltak.

## A szezon
A rendkívül sikeres 2005-ös szezon után nagy reményeket fűztek ahhoz, hogy a Toyota a 2006-os szezonban is erős lesz. Azonban már a kezdetektől fogva világos volt, hogy ez nem így lesz. Bahreinben egyik versenyző sem jutott be az időmérő Q3-as szakaszába, sőt Ralf Schumacher még a Q2-be sem jutott tovább. Ez a rossz forma néhány hónapig folytatódott, az egyetlen fénypont Schumacher kaotikus körülmények között szerzett ausztráliai dobogós helyezése volt, amely a csapat legjobb eredménye maradt abban a szezonban. Monacóban bemutatták az autó B változatát, de ez nem hozott azonnali fellendülést a teljesítményben, és Jarno Trulli csak Kanadában szerezte meg első pontjait a szezonban. A Toyota 35 ponttal a 6. helyen végzett a tabellán, ami 2 hellyel rosszabb volt, mint 2005-ben, amikor 88 pontot szereztek.

## Eredmények
| Év   | Csapat | Kasztni | Motor         | Gumik | Pilóták         | 1   | 2   | 3   | 4   | 5   | 6   | 7   | 8   | 9   | 10  | 11  | 12  | 13  | 14  | 15  | 16  | 17  | 18  | Pontok | Helyezés |
| ---- | ------ | ------- | ------------- | ----- | --------------- | --- | --- | --- | --- | --- | --- | --- | --- | --- | --- | --- | --- | --- | --- | --- | --- | --- | --- | ------ | -------- |
| 2006 | Toyota | TF106   | Toyota RVX-06 | B     |                 | BHR | MAL | AUS | SMR | EUR | ESP | MON | GBR | CAN | USA | FRA | GER | HUN | TUR | ITA | CHN | JPN | BRA | 35     | 6.       |
| 2006 | Toyota | TF106   | Toyota RVX-06 | B     | Ralf Schumacher | 14  | 8   | 3   | 9   | KI  | KI  |     |     |     |     |     |     |     |     |     |     |     |     | 35     | 6.       |
| 2006 | Toyota | TF106   | Toyota RVX-06 | B     | Jarno Trulli    | 16  | 9   | KI  | KI  | 9   | 10  |     |     |     |     |     |     |     |     |     |     |     |     | 35     | 6.       |
| 2006 | Toyota | TF106B  | Toyota RVX-06 | B     | Ralf Schumacher |     |     |     |     |     |     | 8   | KI  | KI  | KI  | 4   | 9   | 6   | 7   | 15  | KI  | 7   | KI  | 35     | 6.       |
| 2006 | Toyota | TF106B  | Toyota RVX-06 | B     | Jarno Trulli    |     |     |     |     |     |     | 17† | 11  | 6   | 4   | KI  | 7   | 12† | 9   | 7   | KI  | 6   | KI  | 35     | 6.       |

† - nem fejezte be a versenyt, de rangsorolták, mert teljesítette a versenytáv 90 százalékát.

## Forráshivatkozások
1. ↑  Cite web-hiba: a title paramétert mindenképpen meg kell adni!. www.eurosport.com. (Hozzáférés: 2024. augusztus 13.)
2. ↑  2006 Canadian Grand Prix | Motorsport Database (brit angol nyelven). Motorsport Database - Motor Sport Magazine. (Hozzáférés: 2024. augusztus 13.)
3. ↑  F1 - The Official Home of Formula 1® Racing (angol nyelven). Formula 1® - The Official F1® Website. (Hozzáférés: 2024. augusztus 13.)